# Austrodecus frigorifugum
Austrodecus frigorifugum là một loài nhện biển trong họ Austrodecidae. Loài này thuộc chi Austrodecus. Austrodecus frigorifugum được miêu tả khoa học năm 1954 bởi Stock.